# 公廨田
公廨田（くがいでん/くげでん）とは、律令制の下で設置された田地の1つ。

## 概要
大宝律令では在外諸司である大宰府と国司（史生以上）の官人に支給されていた。官職の高低に応じて大宰府では10町から6段、国司では2町6段から6段の範囲で支給された。また、それを実際に耕作する事力も与えられ、不輸租田が原則であった。なお、春から夏にかけて国司の交替が発生した場合、田植え（後に5月）以後に交替が発生した場合には前任の国司がその年の公廨田の収穫を得ることができた。だが、公廨の本来の語義である官庁の施設の費用ではなく官人に与えられていたこと、また在京諸司の官人に与えられていた職田との違いがないことから、養老律令施行時に職田と統合されて職分田と呼ばれるようになった。ただし、国司の職分田のことを旧称の「公廨田」で呼ぶ事例がその後も見られる。
ところが、これと入れ替わるように天平宝字2年（757年）に大学寮・陰陽寮・雅楽寮などの中央官司に田地が支給され、これも公廨田と称された。この場合は本来の公廨の語義に合致するものであると言える。平安時代以後これらの田地は諸司田と称されるようになった。